# Sayri Túpac
Sayri Tupac (1535-1561)  foi o 2º Inca de Vilcabamba filho de Manco Inca e Cura Occlo. Depois que os conquistadores espanhóis almagristas mataram seu pai em 1544 , Sayri Tupac o sucedeu como governante do estado independente inca de Vilcabamba. Governou até 1560. 

## O segundo inca de Vilcabamba
Em 1539 (quando Sayri Túpac tinha apenas quatro anos de idade) sua mãe foi morta pelos espanhóis. Poucos anos depois seu pai morreu. Sayri Tupac se tornou Inca de Vilcabamba, aos nove anos de idade e até atingir a maioridade seu tio Atoc Supa foi seu regente. 
Seu governo ocorreu sem incidentes com os com os espanhóis. Em 1549 o próprio vice-rei Pedro de La Gasca ofereceu terras e uma casa a Sayri Túpac em Cusco, se deixasse os territórios isolados de Vilcabamba. Sayri Tupac havia concordado com a oferta, mas durante os preparativos, seu parente Paullu Inca morreu repentinamente. Isto foi tomado como um mau presságio (ou um sinal de traição espanhola) e Sayri Túpac permaneceu em Vilcabamba. 

## Retomada das negociações
Em 1556 Andrés Hurtado de Mendoza , III vice-rei do Peru, assumiu o imenso vicereinado. Como Gasca, o novo vice-rei acreditava que seria mais seguro para os espanhóis se Sayri Túpac fosse atraído para uma área de colonização espanhola para que pudessem melhor controlar o reduto indígena. 
Sayri Tupac concordou em deixar Vilcabamba. Viajando em uma rica liteira com uma comitiva de 300 participantes, mas sem suas insignias reais e deixando na cidade seus capitães e seus irmãos Titu Cusi e Tupac Amaru.  
Em 05 de janeiro de 1560 foi recebido amigavelmente pelo vice-rei Hurtado na capital do vice-reino, Lima . Sayri Tupac renunciou à sua reivindicação de Sapa Inca, converteu-se ao catolicismo e foi batizado com o nome de Diego. Em troca, recebeu um perdão total, o título de Principe de Yucay, grandes propriedades e uma rica renda. Transferiu a sua residência para Yucay a um dia de viagem de Cusco a nordeste. Em Cusco, se casou com sua irmã Cusi Huarcay depois de receber uma dispensa especial do Papa Júlio III, com quem teve uma filha Beatriz Clara Coya. 

## Morte
Sayri Tupac nunca mais voltou para Vilcabamba, morreu repentinamente em 1561. Foi enterrado em Cusco , no Mosteiro de São Domingos que fora edificado sobre o antigo Templo do Sol.   Seu meio-irmão Titu Cusi assumiu o controle de Vilcabamba. Titu Cusi suspeitava que Tupac Sayri fora envenenado pelos espanhóis. 